# Selenocosmia arndsti
Selenocosmia arndsti é uma espécie de aranha pertencente à família Theraphosidae (tarântulas).